# زد4 (حاسوب)
يمكن القول أن زد4 (بالإنجليزية: Z4)‏ كان أول حاسوب رقمي تجاري في العالم. تم تصميمه وتصنيعه من قبل شركة Zuse Apparatebau، عالم الحاسوب المبكر كونراد سوزه، لطلب قدمته هينشيل أند صن، في عام 1942 ؛ على الرغم من أنه تم تجميعها جزئيًا في برلين، ثم تم الانتهاء منها في جوتنجن، ولم يتم تسليمها إلا بعد هزيمة ألمانيا النازية في عام 1945. كان الحاسوب الكبير Z4 هو الهدف النهائي لـلمخترع كونراد سوزه لتصميم Z3 . مثلا الحاسوب الكبير Z2 السابق، كان يتألف من مزيج من الذاكرة الميكانيكية والمنطق الكهروميكانيكي، لذلك لم يكن حاسوبًا إلكترونيًا حقيقيًا.

## البناء والتصميم

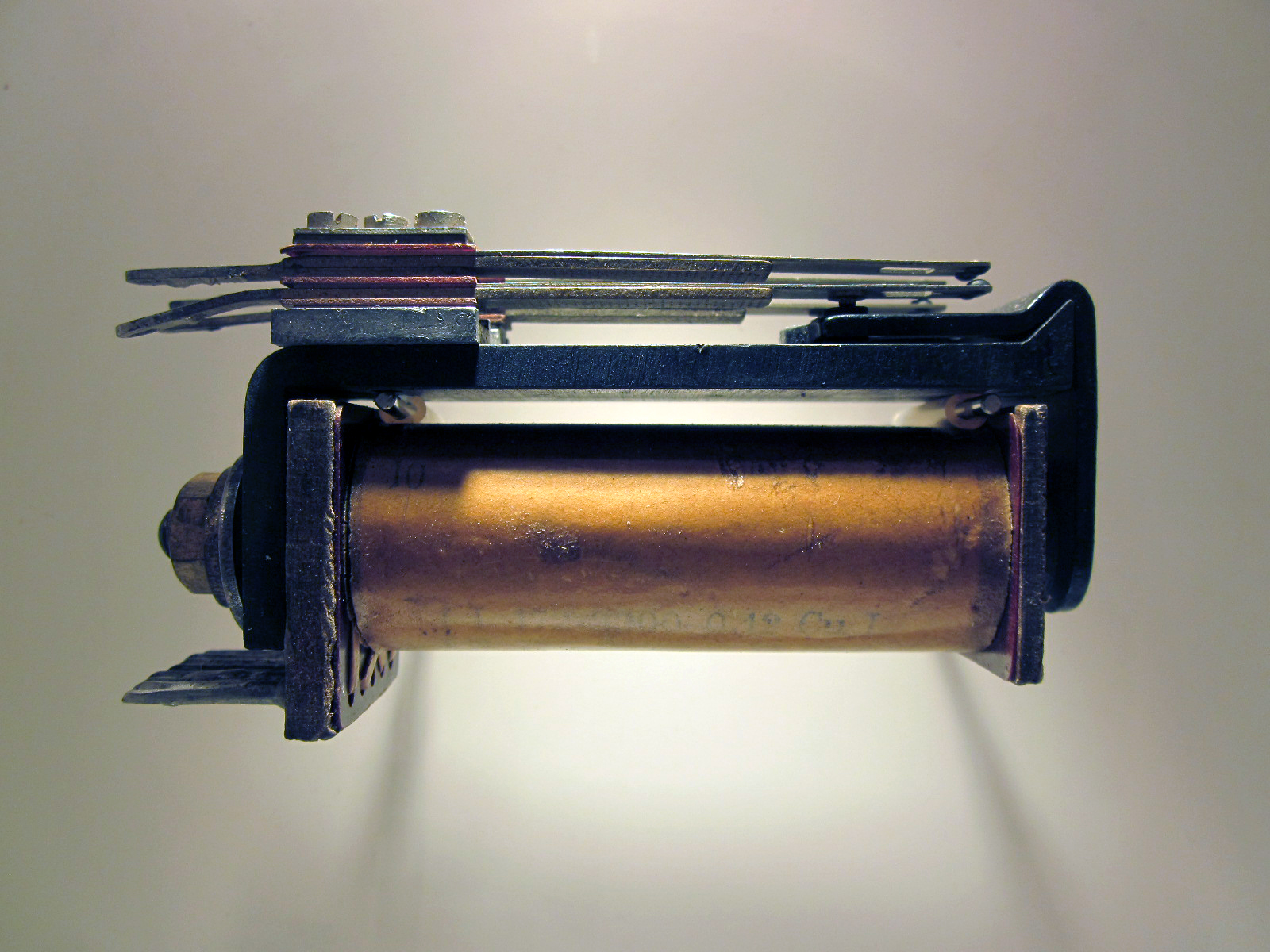
مرحّل كهرومغناطيسي لـلحاسوب Z4

كان الحاسوب الكبير Z4 مشابهًا جدًا لـ زد3 في تصميمه ولكن تم تحسينه بشكل كبير في عدد من النواحي. تتكون الذاكرة من كلمات ذات فاصلة عائمة 32 بت بدلاً من 22 بت. قامت وحدة بناء البرنامج ( Planfertigungsteil ) بخرق شرائط البرنامج، مما يجعل البرمجة وتصحيح البرامج للجهاز أسهل بكثير من خلال استخدام العمليات الرمزية وخلايا الذاكرة. تم إدخال الأرقام وإخراجها كفاصلة عشرية على الرغم من أن العمل الداخلي كان في النظام الثنائي. كان للجهاز مجموعة كبيرة من التعليمات بما في ذلك الجذر التربيعي و MAX و MIN و الجيب. تضمنت الاختبارات الشرطية اختبارات لما لا نهاية. عندما تم تسليم الآلة إلى المعهد الفدرالي السويسري للتكنولوجيا في زيورخ ETH Zurich في عام 1950، تمت إضافة مرفق فرعي مشروط ويمكنها الطباعة على آلة كاتبة مرسيدس. كان هناك شريطين للبرنامج حيث يمكن استخدام الثاني لإجراء روتين فرعي. (في الأصل تم التخطيط ستة. )
عام 1944، كان Zuse يعمل على Z4 مع حوالي عشرين شخصًا، بما في ذلك Wilfried de Beauclair . بعض المهندسين الذين عملوا في منشأة الاتصالات في القيادة العليا للفيرماخت OKW عملوا أيضًا في Zuse كعمل ثانوي. أيضًا في عام 1944 حول Zuse شركته إلى Zuse KG ( Kommanditgesellschaft، أي شراكة محدودة) وخطط لتصنيع 300 جهاز حاسوب. وبهذه الطريقة يمكنه أيضًا طلب موظفين وعلماء إضافيين كمقاول في برنامج مكافحة الطوارئ . تعاونت شركة Zuse أيضًا مع معهد Alwin Walther للرياضيات التطبيقية في الجامعة التقنية في دارمشتات .
لمنع وقوعها في أيدي السوفييت، تم إخلاء Z4 من برلين في فبراير 1945 ونقلها إلى غوتنغن . تم الانتهاء من Z4 في غوتنغن في منشأة تابعة لـ Aerodynamische Versuchsanstalt (AVA، معهد أبحاث الديناميكا الهوائية)، والتي كان يرأسها ألبرت بيتز . ولكن عندما تم تقديمه لعلماء AVA، كان من الممكن بالفعل سماع هدير الجبهة المقتربة، لذلك نُقل الحاسوب بشاحنة الجيش إلى هنترشتاين في باد هندلانج في جنوب بافاريا، حيث التقى كونراد تسوزه مع فيرنر فون براون .
بحلول عام 1947 كان من الممكن إدخال الثوابت بواسطة الشريط المثقوب. الشريط المثقوب كان بعرض 5و1 سنتيمترا وطويل ليحتوي على برمجة السوفتوير وعلى بيانات الحساب والثوابت. كانت
الثقوب تقرأ بواسطة جهاز صغير يعمل بالكهرباء، ثم يبدأ الحاسوب الكبير بإجراء العمليات الحسابية المبرمجة.

## استخدمه بعد الحرب العالمية الثانية
عام 1949 قام عالم الرياضيات السويسري إدوارد ستيفل، بعد عودته من إقامته في الولايات المتحدة لتفقد أجهزة الحاسوب الأمريكية، بزيارة Zuse و Z4. عندما صاغ معادلة تفاضلية كاختبار، قام Zuse على الفور ببرمجة Zuse 4 لحلها، وقرر ستيفل الحصول على الحاسوب من أجل استخدامه في معهد الرياضيات التطبيقية الذي أنشأه حديثًا في المعهد الفدرالي السويسري للتكنولوجيا في زيورخ . تم تسليمه إلى المعهد في عام 1950.
في عام 1954، حاول ولفجانج هاك الحصول على Z4 للجامعة التقنية في برلين، ولكن تم نقلها بدلاً من ذلك إلى Institut Franco-Allemand des Recherches de St. Louis (ISL، المعهد الفرنسي الألماني للأبحاث) في فرنسا، حيث كان قيد الاستخدام حتى عام 1959، تحت رئيسه التقني هوبرت شاردان . حاليا يتم عرض Zuse 4 في المتحف الألماني في ميونيخ . ألهم Z4 ETH لبناء جهاز الحاسوب الخاص به (بشكل أساسي بواسطة Ambros Speiser و Eduard Stiefel )، والذي كان يسمى ERMETH، وهو اختصار (بالألمانية: Elektronische Rechenmaschine ETH)‏ ("آلة الحوسبة الإلكترونية ETH").
في 1950/1951، كان Z4 هو الحاسوب الرقمي الوحيد العامل في ألمانيا، وثاني حاسوب رقمي في العالم يتم بيعه، متغلبًا على Ferranti Mark 1 بخمسة أشهر و UNIVAC I بعشرة أشهر، ولكن بدوره تعرض للضرب من قبل BINAC (على الرغم من أن ذلك لم ينجح أبدًا في موقع العميل ). أجهزة الحاسوب الأخرى، جميعها مرقمة بحرف Z رائد، تم تصنيعها بواسطة تسوزه وشركته. وتجدر الإشارة إلى أن Z11، الذي تم بيعه لصناعة البصريات والجامعات، وإلى Z22 .
في عام 1955، تم بيع Z4 إلى معهد الأبحاث الفرنسي الألماني في سانت لويس، بالقرب من بازل، وفي عام 1960 تم نقلها إلى المتحف الألماني في ميونيخ .
تم استخدام Z4 لإجراء حسابات للعمل في سد Grande Dixence .

## الخصائص
- التردد: (حوالي) 40 هرتز
- متوسط سرعة الحساب: 400 مللي ثانية للجمع، و 3 ثوانٍ لعمليات الضرب. ما يقرب من 1000 عملية حسابية للفاصلة العائمة تحتاج في المتوسط ساعة.
- البرمجة: ثقوب في شريط طويل بعرض35 مم، مثقوب على آلة برمجة
- الإدخال: أرقام الفاصلة العشرية، شريط الثقب
- الإخراج: أرقام الفاصلة العائمة، شريط تثقيب أو آلة كاتبة مرسيدس
- طول الكلمة: 32 بت النقطة العائمة
- العناصر: (حوالي) 2500 مرحّل، و 21 مرحل متدرج
- الذاكرة: ذاكرة ميكانيكية من Z1 و Z2 (64 كلمة، 32 بت)
- استهلاك الطاقة: (حوالي) 4 كيلوواط

كانت تلك الحواسيب الكبيرة ضخمة أيضا نظرا لاستخدامها الصمامات الإلكترونية، حيث لم يكن استخدام الترازسيتور متاحا في ذلك الوقت.

## أنظر أيضا
- Z1
- Z2
- Z3
- تاريخ أجهزة الحوسبة
- التدوين البولندي العكسي (RPN)
- آلة المكدس

## للقراءة المتعمقة
- Randell, Brian (6 Dec 2012). "Chapter IV: Zuse and Schreyer". The Origins of Digital Computers: Selected Papers (بالإنجليزية). شبرينغر. pp. 156–157. ISBN:978-3-64296242-4. Retrieved 2022-07-02.
- Blaauw، Gerrit Anne؛ Brooks, Jr.، Frederick Phillips (1997). Computer architecture: Concepts and evolution. Boston, Massachusetts, USA: أديسون-ويسلي  [لغات أخرى]‏.{{استشهاد بكتاب}}:  صيانة الاستشهاد: علامات ترقيم زائدة (link)
- LaForest، Charles Eric (أبريل 2007). "2.1 Lukasiewicz and the First Generation: 2.1.2 Germany: Konrad Zuse (1910–1995); 2.2 The First Generation of Stack Computers: 2.2.1 Zuse Z4". Second-Generation Stack Computer Architecture (PDF) (thesis). Waterloo, Canada: جامعة واترلو. ص. 8, 11. مؤرشف (PDF) من الأصل في 2022-01-20. اطلع عليه بتاريخ 2022-07-02. (178 pages)
- Bruderer, Herbert (2012). Konrad Zuse und die Schweiz. Wer hat den Computer erfunden? Charles Babbage, Alan Turing und John von Neumann (بالألمانية). Munich, Germany: Oldenbourg Verlag. Vol. XXVI. ISBN:978-3-486-71366-4. Archived from the original on 2012-02-03.
- Bruderer، Herbert (21 سبتمبر 2020). "Discovery: User Manual of the Oldest Surviving Computer in the World". BLOG@CACM. جمعية آلات الحوسبة. مؤرشف من الأصل في 2022-07-02. اطلع عليه بتاريخ 2022-07-02.
- Rutishauser, Heinz (Summer 1952). Gebrauchsanweisung Z 4 [User manual Z 4] (بالألمانية). Institut für angewandte Mathematik, ETH Zürich. DOI:10.7891/e-manuscripta-98601. Exemplar Nr. 19, Hs 1517:1. Archived from the original on 2022-07-02. Retrieved 2022-07-02.  (1+1+16 pages)

## روابط خارجية
- الصفحة الرئيسية zuse.de من Horst Zuse (ابن Konrad Zuse) مع الكثير من المعلومات حول أجهزة حاسوب Zuse
- zuse.de {English} الصفحة الرئيسية باللغة الإنجليزية من Horst Zuse (ابن Konrad Zuse)
- صور Z4 في ETH Zürich (مع نص ألماني)